# Giuseppe Caforio
Giuseppe Caforio (* 21. Juni 1935 in Modena; † 2. August 2015) war ein italienischer Brigadegeneral a. D. der Italienischen Streitkräfte und Militärsoziologe.

## Leben
Er trat 1954 in die Italienischen Streitkräfte ein und besuchte bis 1958 die Accademia Militare di Modena. 1958 erfolgte die Beförderung zum Leutnant. Ab 1960 ließ er sich zum Fallschirmjäger ausbilden. Von 1964 bis 1968 war er Kommandeur einer Fallschirmjägerkompanie. Danach studierte er Rechtswissenschaften an der Universität Modena (Abschluss 1966) und Politikwissenschaften an der Universität Pisa (Abschluss 1984). Von 1975 bis 1977 befehligte er das 152. mech. Infanterieregiment „Sassari“ (Sassari) (siehe Brigata meccanizzata “Sassari”). Von 1983 bis 1991 war er Kommandeur 2001 von Lucca. Nachdem er mehrere Beförderungen durchlaufen war (Hauptmann 1963, Major 1969, Oberstleutnant 1973 und Oberst 1983) trat er 1992 als Brigadegeneral in den Ruhestand. 2001 absolvierte er in Pisa einen Master in Kommunikationswissenschaften. Es folgte 2002 ein Abschluss in Strategie an der Universität Turin.
Im Jahre 1985 wurde er stellvertretender Vorsitzender des Centro Interuniversitario di Studi Storico-Militar (CISRSM). 1986 gehörte er zu den Mitbegründern der European Research Group on Military and Society (ERGOMAS). Dort war er Vorstandsmitglied und Koordinator der Working Group "Military Profession". 1988 wurde er Fellow des Inter-University Seminar on Armed Forces and Society (IUS) in Chicago, Illinois. Von 1998 bis 2002 und erneut bis 2010 war er Präsident des Research Committee 01 (Armed Forces & Conflict Resolution) der International Sociological Association (ISA), dem er ab 1988 als Mitglied angehörte. Nach 2010 war er noch Vorstandsmitglied. Caforio war überdies Mitglied der Società Italiana di Storia Militare (SISM).
Er gehörte u. a. den Editorial Boards von Current Sociology und International Relations and Diplomacy an. 

## Schriften (Auswahl)
- (Hrsg.): The European Cadet: Professional Socialisation In Military Academies. A Crossnational Study (= Militär und Sozialwissenschaften. Band 22). Nomos, Baden-Baden 1998, ISBN 3-7890-5578-6.
- (Hrsg.): Handbook of the Sociology of the Military (= Handbooks of Sociology and Social Research). Springer Science+Business Media, New York 2006, ISBN 978-0387-32456-2.
- (Hrsg. mit Gerhard Kümmel, Bandara Purkayastha): Armed Forces and Conflict Resolution. Sociological Perspectives (= Contributions to Conflict Management, Peace, Economics and Development. Band 7). Emerald Group Publishing, Bingley 2008, ISBN 978-1-84855-122-0.
- (Hrsg. mit Gerhard Kümmel, Christopher Dandeker): Armed Forces, Soldiers and Civil-Military Relations. Essays in Honor of Jürgen Kuhlmann (= Schriftenreihe des Sozialwissenschaftlichen Instituts der Bundeswehr. Band 7). VS Verlag für Sozialwissenschaften, Wiesbaden 2009, ISBN 978-3-531-91409-1.
- (Hrsg.): Advances in Military Sociology: Essays in Honor of Charles C. Moskos (= Contributions to Conflict Management, Peace Economics and Development. Vol. 12). Emerald Group Publishing, 2009, ISBN 978-1-84855-894-6.